# Riitta Salin
Riitta Liisa Salin (dekliški priimek Hagman), finska atletinja, * 16. oktober 1950, Helsinki, Finska.
Nastopila je na olimpijskih igrah leta 1976, kjer je dosegla šesto mesto v štafeti 4×400 m in sedmo v teku na 400 m. V tej disciplini je osvojila naslov evropske prvakinje leta 1974, ko je osvojila tudi srebrno medaljo v štafeti 4x400 m. 4. septembra 1974 je s časom 50,14 s postavila svetovni rekord v teku na 400 m, ki je veljal do leta 1976.